# 안구내염
안구내염(眼球內炎, endophthalmitis)은 안구의 안쪽 구멍의 염증이다. 모든 안구 수술(특히 백내장 수술)의 잠재적인 합병증이며 시각 장애 또는 소실을 일으킬 수 있다. 병균이나 곰팡이에 의해 감염이 발생할 수 있으며 외인성(exogenous)과 내인성(endogenous) 질환으로 구분된다.

## 증상
근래의 안구 수술 또는 눈에 대한 영구적인 외상의 이력이 있는 것이 보통이다. 증상에는 극심한 고통, 시력 손상, 결막 충혈이 있다.

## 치료
환자는 안과의에 의해 긴급 검진을 받아야 한다.
병인이 알레르기성인 경우 스테로이드가 유리체강 내에 주입될 수 있다.